# Lògica resistència-transistor

Esquema d'una porta NOR RTL d'un transistor.

La lògica resistència-transistor (RTL) (de vegades també la lògica transistor-resistència (TRL)) és una classe de circuits digitals construïts utilitzant resistències com a xarxa d'entrada i transistors d'unió bipolar (BJT) com a dispositius de commutació. RTL és la classe més antiga de circuits lògics digitals transistoritzats; va ser succeït per la lògica díode-transistor (DTL) i la lògica transistor-transistor (TTL).
Els circuits RTL es van construir per primera vegada amb components discrets, però el 1961 es va convertir en la primera família de lògica digital que es va produir com un circuit integrat monolític. Els circuits integrats RTL es van utilitzar a l'Apollo Guidance Computer, el disseny del qual va començar el 1961 i va volar per primera vegada el 1966.

## Implementació

### Inversor RTL

Esquema d'una porta NOR RTL multitransistor, tal com s'utilitza als circuits integrats de l'ordinador Apollo Guidance Computer.

Un interruptor de transistor bipolar és la porta RTL (inversor o NOT gate) més senzilla que implementa la negació lògica. Consisteix en una etapa d'emissor comú amb una resistència de base connectada entre la base i la font de tensió d'entrada. El paper de la resistència base és ampliar el rang de tensió d'entrada del transistor molt petit (uns 0,7 V) fins al nivell lògic "1" (uns 3,5 V) convertint la tensió d'entrada en corrent. La seva resistència es resol mitjançant un compromís: s'escull prou baix com per saturar el transistor i prou alt per obtenir una gran resistència d'entrada. El paper de la resistència del col·lector és convertir el corrent del col·lector en tensió; la seva resistència s'escull prou alta com per saturar el transistor i prou baixa per obtenir una resistència de sortida baixa (elevat fan-out).

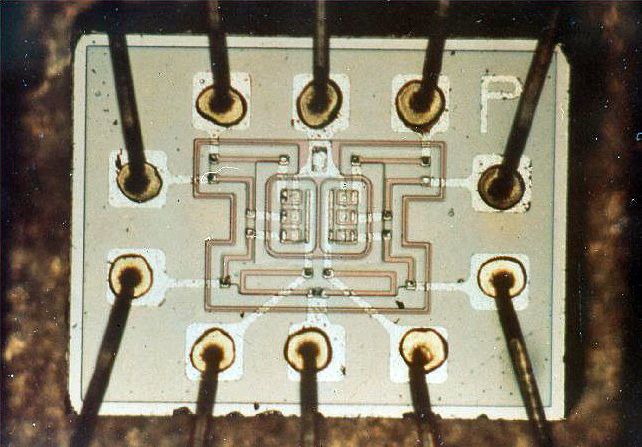
Fotografia del xip de la porta NOR dual de 3 entrades utilitzat per construir l'ordinador de guia Apollo. Connexions (en sentit horari des del centre superior) terra, entrades (3), sortida, potència (V_{cc}), sortida, entrades (3). Els cables prims des dels terminals fins als transistors són resistències.

### Porta RTL NOR d'un transistor
Amb dues o més resistències de base (R ₃ i R 4 ) en comptes d'una, l'inversor es converteix en una porta RTL NOR de dues entrades (vegeu la figura de la dreta). L'operació lògica OR es realitza aplicant consecutivament les dues operacions aritmètiques suma i comparació (la xarxa de resistències d'entrada actua com un estiu de tensió paral·lel amb entrades igualment ponderades i la següent etapa de transistor d'emissor comú com a comparador de tensió amb un llindar d'uns 0,7 V) . La resistència equivalent de totes les resistències connectades a "1" lògic i la resistència equivalent de totes les resistències connectades a "0" lògic formen les dues potes d'un divisor de tensió compost que condueix el transistor. Les resistències base i el nombre d'entrades es trien (limitat) de manera que només un "1" lògic és suficient per crear una tensió base-emissor que superi el llindar i, com a resultat, satura el transistor. Si totes les tensions d'entrada són baixes ("0 lògic"), el transistor es talla. La resistència pull-down R 1 polaritza el transistor al llindar d'encesa i apagat adequat. La sortida s'inverteix ja que la tensió col·lector-emissor del transistor Q 1 es pren com a sortida, i és alta quan les entrades són baixes. Així, la xarxa resistiva analògica i l'etapa de transistor analògic realitzen la funció lògica NOR.

### Porta RTL NOR multitransistor
Les limitacions de la porta NOR RTL d'un transistor es superen amb la implementació RTL multitransistor. Consisteix en un conjunt d'interruptors de transistors connectats en paral·lel accionats per les entrades lògiques (vegeu la figura de la dreta). En aquesta configuració, les entrades estan completament separades i el nombre d'entrades només està limitat pel petit corrent de fuga dels transistors de tall a la sortida lògica "1". La mateixa idea es va utilitzar més tard per construir portes DCTL, ECL, algunes TTL (7450, 7460), NMOS i CMOS.